# Wole Soyinka
Akinwande Oluwole "Wole" Soyinka, född  13 juli 1934 i Abeokuta, är en nigeriansk författare. Soyinka var den förste afrikan som tilldelades Nobelpriset i litteratur, år 1986.

## Biografi
Efter skola i hemstaden Abeokuta, i sydvästra Nigeria, och högskola i Ibadan, studerade Soyinka litteratur i Leeds i England, med examen 1957. Han började där även jobba med teater, och 1960 kom han åter till Nigeria för att studera västafrikansk teater. Utöver att skriva dramatik har han själv också varit skådespelare och teaterledare.
År 1965 publicerades hans första roman, The Interpreters, och vid den här tiden började flera av hans pjäser få internationell spridning.
Han skildrar nutida människor, men tar även med de gamla afrikanska gudarna i berättelserna.
Strax innan inbördeskriget i Biafra bröt ut 1967 fängslades Soyinka, eftersom den nigerianska regeringen uppfattade hans vädjanden om en fredlig lösning som ett ensidigt stöd för Biafra. Efter frigivningen 1969 skrev han om sin fängelsetid i boken The man died, som kom ut 1972.
Efter några år utomlands, återkom han till Nigeria i slutet av 1970-talet. Han blev professor i dramakunskap vid universitetet i Ife. Soyinka startade nu The Guerilla Theatre Unit, en livlig och utåtriktad teatergrupp med kritisk udd mot samtidens makthavare.
År 1986 tilldelades han Nobelpriset i litteratur, med motiveringen: "som i ett brett kulturellt perspektiv och med poetiska övertoner gestaltar tillvarons drama."

## Svenska översättningar
- Röster ur förändringen (The interpreters) (översättning Estrid Tenggren och Eivor Olerup, Cavefors, 1975)
- Laglöshetens tid (Season of anomy) (översättning Estrid Tenggren och Eivor Olerup, Cavefors, 1976)
- Mannen dog: anteckningar från fängelset (The man died) (översättning Estrid Tenggren och Eivor Olerup, Cavefors, 1977)
- Oguns skugga: dikter (i urval och översättning av Gunnar Harding och Östen Sjöstrand, Wahlström & Widstrand, 1983)
- Aké - barndomsåren (Aké - the years of childhood) (översättning Lennart Olofsson, Wahlström & Widstrand, 1983)
- Isara: en resa kring min far (Isara - a voyage around "Essay", översättning Björn Ranung, Wahlström & Widstrand, 1990)
- Du måste ge dig av i gryningen: memoarer (You must set forth at dawn, översättning Hans Berggren, Wahlström & Widstrand, 2008)